# Pietro Raimondi
Pietro Raimondi (ur. 20 grudnia 1786 w Rzymie, zm. 30 października 1853 tamże) – włoski kompozytor.

## Życiorys
Studiował w Conservatorio della Pietà de’ Turchini w Neapolu u Giacoma Tritta. W latach 1807–1810 uczył muzyki w Genui. Od 1824 do 1832 roku pełnił funkcję dyrektora teatrów królewskich w Neapolu. W latach 1834–1852 był wykładowcą konserwatorium w Palermo. W 1852 roku osiadł w Rzymie, gdzie został mianowany kapelmistrzem bazyliki św. Piotra na Watykanie.
Jego dorobek kompozytorski obejmuje ponad 50 oper, 22 balety, 8 oratoriów, 6 mszy, 4 requiem i szereg innych wokalnych utworów religijnych. Należał do ostatnich kompozytorów operowych kultywujących tradycje szkoły neapolitańskiej, już za życia jego twórczość w kontekście nowych trendów reprezentowanych przez opery Rossiniego, Belliniego i Donizettiego uważano za przestarzałą. Muzyka Raimondiego odznacza się kunsztowną techniką kontrapunktyczną i mistrzowskim operowaniem fugą.